# 沖縄語
沖縄語（おきなわご）または沖縄方言（おきなわほうげん）、沖縄弁（おきなわべん）は、沖縄諸島（沖縄本島とその周辺離島）で話される言語（方言）である。琉球諸語（琉球語、琉球方言）の一つ。沖縄語ではウチナーグチ／沖縄口と呼ばれる。大きく沖縄北部方言と沖縄中南部方言に分かれ、その境界は太平洋側ではうるま市石川と金武町屋嘉の間に、東シナ海側では恩納村恩納と谷茶の間にある。なおユネスコでは中南部方言を指して「沖縄語」と呼んでおり、北部方言は与論島方言、沖永良部島方言とともに「国頭語」とされる。本ページでは沖縄中南部方言（ユネスコの言う「沖縄語」）を中心に解説している。沖縄北部方言については当該ページを参照されたい。
奄美群島や沖縄県には沖縄語以外に、奄美語や八重山語などの諸言語があり、互いに意思疎通が困難なほど隔たりがある。一方でそれぞれ沖縄方言、奄美方言、八重山方言などと方言とみなす立場もある。いずれにしてもこれら諸言語（方言）間には密接な系統関係があり、これら諸言語（方言）を総括して琉球諸語あるいは琉球語派、琉球語、琉球方言と呼ぶ。
ここでは、言語説と方言説の両意見を考慮して沖縄語（沖縄方言）と併記する。

## 概要
沖縄語（沖縄方言）は、さらに北部方言と（中）南部方言の2つのグループに大きく分けられる。津堅島、久高島は、地理的には沖縄諸島南部だが、ハ行p音を持つなど沖縄北部方言的要素がある。
琉球王国の時代、王府首里城のある首里に集まる按司同士で通じる共通語としてつくられたのが首里方言で、尚真の中央集権支配の間（1476年-1526年）に完成された。1534年より首里王府によって編纂された沖縄最古の歌謡集おもろさうしに琉球古語が使われており、首里方言の源流であるとされる。首里方言は王族と上流階級によって使われる公用語であったが、庶民の間ではそれぞれの土地の言葉が使われた。琉球王府の公文書や、琉歌、詩（漢文を除く）、組踊などの口承文芸、文学は、首里方言で書かれている。首里方言では、各地で失われた古い発音の区別を残しており、士族男子は訓練によって規範的な発音を身につけていた。商売人などの間の共通語としては首里方言よりも那覇方言が広く使用され、明治以降は次第に首里方言に代わって那覇方言が地域共通語の地位を占めるようになった。首里方言は士族階級の解体とともに消えていき、20世紀後半にはどの地域、どの階級においても体系的には用いられなくなった。
なお標準的な日本語では「古語」として扱われる痕跡が残っている語や、中国語をルーツとする語も混在している。

## 音韻

### 音韻体系
原則的には以下の音素が認められる。
- 母音音素 /i, e, a, o, u/
- 半母音音素 /j, w/
- 子音音素 /p, b, t, d, k, g, ʔ, s, z, c, h, r, m, n/
- 拍音素 /N, Q/

このうち/e/および/o/は短母音として現れることは少なく、多くは長母音として現れる。/N/（ン、撥音）、/Q/（ッ、促音）は語中・語尾だけでなく、語頭にも出現する点が日本語と異なる。また母音・半母音・撥音の前で声門破裂音/ʔ/の有無が区別される。ただし久米島方言では/ʔ/は無くなっている。
北部方言の大部分や、南城市奥武、津堅島等、中南部方言の一部では、無声破裂音・無声破擦音すなわち/p, t, k, c/で有気音と無気喉頭化音の区別がある。大部分の中南部方言では区別はない。また那覇方言など一部では/d/が/r/に変化しており、/d/音素を欠いている所がある。

#### モーラ表
以下に、那覇方言の拍の一覧を示す。[]内に示したのが具体的な音声で、それを抽象化・記号化した音素が//内である。那覇方言ではダ行/d/がないが、他の多くの方言では/di/[di]、/de/[de]、/da/[da]、/do/[do]、/du/[du]を持つ。首里方言の士族男子では、シ(ʃi)とスィ(si)、シェ(ʃe)とセ(se)、チ(tʃi)とツィ(tsi)、さらにdʒの行とdzの行の区別があった。
|     | /i/                   | /e/              | /a/             | /o/             | /u/              | /ja/             | /jo/             | /ju/            | /wi/               | /we/               | /wa/             |                        |
| --- | --------------------- | ---------------- | --------------- | --------------- | ---------------- | ---------------- | ---------------- | --------------- | ------------------ | ------------------ | ---------------- | ---------------------- |
| /ʔ/ | イ /ʔi/ [ʔi]          | エ /ʔe/ [ʔe]     | ア /ʔa/ [ʔa]    | オ /ʔo/ [ʔo]    | ウ /ʔu/ [ʔu]     | ッヤ /ʔja/ [ʔja] | ッヨ /ʔjo/ [ʔjo] |                 | ッウィ /ʔwi/ [ʔwi] | ッウェ /ʔwe/ [ʔwe] | ッワ /ʔwa/ [ʔwa] | ッン /ʔN/ [ʔm] [ʔn]    |
| /Ø/ | 'イ /i/ [i] [ji]      | 'エ /e/ [e] [je] | 'ア /a/ [a]     | 'オ /o/ [o]     | 'ウ /u/ [u] [wu] | ヤ /ja/ [ja]     | ヨ /jo/ [jo]     | ユ /ju/ [ju]    | ウィ /wi/ [wi]     | ウェ /we/ [we]     | ワ /wa/ [wa]     | ン /N/ [m] [n] [ŋ] [ɴ] |
| /h/ | ヒ /hi/ [çi]          | ヘ /he/ [he]     | ハ /ha/ [ha]    | ホ /ho/ [ho]    | フ /hu/ [ɸu]     | ヒャ /hja/ [ça]  | ヒョ /hjo/ [ço]  |                 | フィ /hwi/ [ɸi]    | フェ /hwe/ [ɸe]    | ファ /hwa/ [ɸa]  |                        |
| /k/ | キ /ki/ [ki]          | ケ /ke/ [ke]     | カ /ka/ [ka]    | コ /ko/ [ko]    | ク /ku/ [ku]     |                  |                  |                 | クィ /kwi/ [kwi]   | クェ /kwe/ [kwe]   | クヮ /kwa/ [kwa] |                        |
| /g/ | ギ /gi/ [gi]          | ゲ /ge/ [ge]     | ガ /ga/ [ga]    | ゴ /go/ [go]    | グ /gu/ [gu]     |                  |                  |                 | グィ /gwi/ [gwi]   | グェ /gwe/ [gwe]   | グヮ /gwa/ [gwa] |                        |
| /t/ | ティ /ti/ [ti]        | テ /te/ [te]     | タ /ta/ [ta]    | ト /to/ [to]    | トゥ /tu/ [tu]   |                  |                  |                 |                    |                    |                  |                        |
| /c/ | チ /ci/ [tʃi]         | チェ /ce/ [tʃe]  | チャ /ca/ [tʃa] | チョ /co/ [tʃo] | チュ /cu/ [tʃu]  |                  |                  |                 |                    |                    |                  |                        |
| /s/ | シ /si/ [ʃi]          | シェ /se/ [ʃe]   | サ /sa/ [sa]    | ソ /so/ [so]    | ス /su/ [su]     |                  | ショ /sjo/ [ʃo]  | シュ /sju/ [ʃu] |                    |                    |                  |                        |
| /z/ | ジ /zi/ [dʒi]         | ジェ /ze/ [dʒe]  | ジャ /za/ [dʒa] | ジョ /zo/ [dʒo] | ジュ /zu/ [dʒu]  |                  |                  |                 |                    |                    |                  |                        |
| /n/ | ニ /ni/ [ni]          | ネ /ne/ [ne]     | ナ /na/ [na]    | ノ /no/ [no]    | ヌ /nu/ [nu]     |                  |                  |                 |                    |                    |                  |                        |
| /r/ | リ /ri/ [ɾi]          | レ /re/ [ɾe]     | ラ /ra/ [ɾa]    | ロ /ro/ [ɾo]    | ル /ru/ [ɾu]     |                  |                  |                 |                    |                    |                  |                        |
| /p/ | ピ /pi/ [pi]          | ぺ /pe/ [pe]     | パ /pa/ [pa]    | ポ /po/ [po]    | プ /pu/ [pu]     |                  |                  |                 |                    |                    |                  |                        |
| /b/ | ビ /bi/ [bi]          | ベ /be/ [be]     | バ /ba/ [ba]    | ボ /bo/ [bo]    | ブ /bu/ [bu]     |                  | ビョ /bjo/ [bjo] |                 |                    |                    |                  |                        |
| /m/ | ミ /mi/ [mi]          | メ /me/ [me]     | マ /ma/ [ma]    | モ /mo/ [mo]    | ム /mu/ [mu]     |                  |                  |                 |                    |                    |                  |                        |
|     | ッ /Q/ [k,t,s,tʃ,ʃ,p] |                  |                 |                 |                  |                  |                  |                 |                    |                    |                  |                        |

### 日本語との対応関係
沖縄語（沖縄方言）では、日本語のオ段母音がuに、エ段母音がiに対応している。そのため多くの行で日本語のオ段とウ段、エ段とイ段は統合している。ただカ行イ段のキは中南部方言の多くでci（チ）に変化を起こしている。
またタ行・サ行ではウ段がイ段に統合している。すなわち、日本語のスはsiとなってシ・セと統合し、日本語のツはciとなってチと統合している（テはtiとなるためチと区別がある）。これらの行ではオ段のソ、トはsu、tuとなっても、ス、ツとの区別は残っている。
| (古代)日本語 | 沖縄中南部方言 | 備考                                                                                          |
| ------------ | -------------- | --------------------------------------------------------------------------------------------- |
| エ /e/       | イ /i/         | 日本語のテに対応するのはチ [ʨi] ではなくティ [ti]                                             |
| オ /o/       | ウ /u/         | 日本語のトに対応するのはツ [tsu]ではなくトゥ [tu]、ドに対応するのはヅ [dzu] ではなくドゥ [du] |
| アイ /ai/    | エー /ee/      |                                                                                               |
| アエ /ae/    | エー /ee/      |                                                                                               |
| アウ /au/    | オー /oo/      |                                                                                               |
| アオ /ao/    | オー /oo/      |                                                                                               |
| キ /ki/      | チ /ci/        | チ [ʨi]。糸満方言ではキのまま。                                                               |
| ス /su/      | シ /si/        | シ[ʃi]～[ɕi]。首里方言の士族男子ではスィ[si]で、シ[ʃi]と区別。                                |
| ツ /cu/      | チ /ci/        | 首里方言の士族男子ではツィ[tsi]で、チ[tʃi]と区別。                                            |
| ダ /da/      | ラ /ra/        | 那覇方言ではダ行 [d] とラ行 [ɾ] は合流した。                                                  |
| デ /de/      | リ /ri/        | 那覇方言ではダ行 [d] とラ行 [ɾ] は合流した。                                                  |
| ド /do/      | ル /ru/        | 那覇方言ではダ行 [d] とラ行 [ɾ] は合流した。                                                  |
| ハ行/h/      | ハ行/h/        | ただし津堅島、久高島ではパ行/p/。                                                             |
| リ /ri/      | イ /i/         | イリ /iri/ は変化なし。                                                                       |
| 語頭のア /a/ | ア /ʔa/        |                                                                                               |
| 語頭のイ /i/ | イ /ʔi/        |                                                                                               |
| ヰ /wi/      | 'イ /(j)i/     |                                                                                               |
| 語頭のウ /u/ | ウ /ʔu/        |                                                                                               |
| ヱ /we/      | 'イ /(j)i/     | 首里方言や糸満方言ではウィ/wi/。                                                              |
| 語頭のオ /o/ | ウ /ʔu/        |                                                                                               |
| ヲ /wo/      | 'ウ /(w)u/     |                                                                                               |
| アワ /awa/   | アー /aa/      |                                                                                               |

### アクセント
中南部方言はアクセントの型（パターン）を2種類持つ二型アクセント体系をもつ。例えば首里方言のアクセント型には平板型と下降型の2種類がある。下降型は、2拍の語では第1拍だけが高く第2拍が低いが、3拍以上の語では第2拍までが高く第3拍以降が低いのが原則である。各型に所属する語彙は、九州西南部の二型アクセントと似ていて、下降型には1音節名詞の第1・2類、2音節名詞の第1・2類が、平板型には1音節名詞の第3類、2音節名詞の第3・4・5類が属す。2音節名詞の第3・4・5類の一部の語はʔiici（息）、kaagi（影）のように第1音節に長音が含まれており、この語群には琉球祖語のアクセントに想定されているA・B・Cの3つの語群（系列）のうち、C系列の語が対応している。

## 文法
古典日本語の文法との共通点が多く保たれている。例えば、終止形と連体形の区別や、連体格「ガ」（首里方言では死語）、主格「ヌ」（共通語の「の」）、さらにそのほか、主格としての「ガ」「ヌ」の敬体と常体での使い分けが挙げられる。

### 動詞
動詞の語形変化は、動詞が何種類かの異なった語幹を持ち、それぞれの語幹に各種接辞が付くことで各活用形を生み出している。動詞の語形変化を見るのに、まずは日本語の「書く」にあたる動詞カチュン/kacuN/、「取る」にあたる動詞トゥイン/tuiN/について、いくつかの用法を示す。
| 「書く」               | 「書く」 | 「取る」               | 「取る」 | 意味用法 |
| 語形                   | 日本語   | 語形                   | 日本語   | 意味用法 |
| ---------------------- | -------- | ---------------------- | -------- | -------- |
| カカン/kakaN/          | 書かない | トゥラン/turaN/        | 取らない | 否定     |
| カクナ/kakuna/         | 書くな   | トゥルナ/turuna/       | 取るな   | 禁止     |
| カチブサン/kacibusaN/  | 書きたい | トゥイブサン/tuibusaN/ | 取りたい | 願望     |
| カチャビーン/kacabiiN/ | 書きます | トゥヤビーン/tujabiiN/ | 取ります | 丁寧     |
| カチュン/kacuN/        | 書く。   | トゥイン/tuiN/         | 取る。   | 終止     |
| カチュル/kacuru/       | 書く…    | トゥイル/tuiru/        | 取る…    | 連体     |
| カチ/kaci/             | 書いて   | トゥッティ/tuQti/      | 取って   | 接続     |
| カチャン/kacaN/        | 書いた   | トゥッタン/tuQtaN/     | 取った   | 過去     |

以上より、「書く」の活用からはkak、kac、kacuという異なった語幹が抽出できる。また「取る」では語幹tur、tuj、tui、tuQtが抽出できる。

#### 語幹
那覇方言の動詞の活用形を整理すると、基本語幹(kak・tur)、連用語幹(kac・tu(j))、派生語幹(kacu・tui)、音便語幹(kac・tuQt)の4種の語幹に、各種の語尾が付いて活用形が構成されていることが分かる。音便語幹は接続語幹とも言う。基本語幹からは未然形・命令形・条件形などが、連用語幹からは連用形・丁寧形が、派生語幹からは終止形・連体形などが、音便語幹（接続語幹）からは接続形・過去形などが形作られる。連用語幹は基本語幹に連用形語尾(i)が付いて末尾子音が変化したものであり、派生語幹は連用形にウン(をり)が付いて変化したもの、音便語幹は連用形に「て」が付いて変化したものである。沖縄語の動詞活用は、日本語と同じ元来の活用形だけでなく、連用形＋「をり」から変化した各活用形が加わっているため、日本語よりも複雑化している。なお、派生語幹を連用語幹と区別せずに記述している辞典もあるが、本項では区別して4種の語幹を立てて解説する。
語幹は、頭語幹と語幹末尾に分けることができる。以下に、那覇方言の各種動詞の4種の語幹の一覧を示す。那覇方言の活用の種類は第1種動詞から第3種動詞までの3種に分かれ、おおまかには日本語の五段活用動詞が第1種動詞、ラ行五段動詞と上一段・下一段動詞が第2種に当たる。沖縄語では上一段・下一段動詞はほぼラ行五段活用化している。（以下の表で○印は無を表す。語形は全て音素表記。）
| 日本語 | 頭語幹 | 語幹末   | 語幹末   | 語幹末   | 語幹末   | 同種の活用をする動詞                                        |
| 日本語 | 頭語幹 | 基本語幹 | 連用語幹 | 派生語幹 | 音便語幹 | 同種の活用をする動詞                                        |
| ------ | ------ | -------- | -------- | -------- | -------- | ----------------------------------------------------------- |
| 書く   | ka     | k        | c        | cu       | c        | kacuN（書く）、cicuN（聞く）、sacuN（咲く）、ʔaQcuN（歩く） |
| 漕ぐ   | kuu    | g        | z        | zu       | z        | kuuzuN（漕ぐ）、ʔwiizuN（泳ぐ）、ʔoozuN（扇ぐ）             |
| 立つ   | ta     | t        | c        | cu       | Qc       | tacuN（立つ）、ʔucuN（打つ）、kacuN（勝つ）                 |
| 育つ   | sura   | t        | c        | cu       | c        | suracuN（育つ）、tamucuN（保つ）、kucuN（朽ちる）           |
| 殺す   | kuru   | s        | s        | su       | c        | kurusuN（殺す）、meesuN（燃やす）、haNsuN（外す）           |
| 為る   | ‐      | s        | s        | su       | s        | suN（為る）、siQkwasuN（敷く）、hiQkoosuN（比較する）       |
| 呼ぶ   | ju     | b        | b        | bu       | r        | jubuN（呼ぶ）、tubuN（飛ぶ）、musubuN（結ぶ）               |
| 読む   | ju     | m        | m        | mu       | r        | jumuN（読む）、numuN（飲む）、ʔamuN（編む）                 |
| 眠る   | niN    | r        | z        | zu       | t        | niNzuN（眠る）、kaNzuN（被る）、ʔaNzuN（あぶる）            |
| 見る   | NN     | r        | z        | zu       | c        | NNzuN（見る）、kuNzuN（括る）                               |

「呼ぶ」「読む」類の音便語幹末rや、「眠る」「見る」類の基本語幹末rは、平安座方言や首里方言では、dである。また「読む」類の派生語幹末muは、首里方言ではnuである。「殺す」類の派生語幹末suは、首里方言ではsjuである。なお「為る」「見る」は首里方言では不規則活用をする。
| 日本語 | 頭語幹 | 語幹末   | 語幹末   | 語幹末   | 語幹末   | 同種の活用をする動詞                                   |
| 日本語 | 頭語幹 | 基本語幹 | 連用語幹 | 派生語幹 | 音便語幹 | 同種の活用をする動詞                                   |
| ------ | ------ | -------- | -------- | -------- | -------- | ------------------------------------------------------ |
| 取る   | tu     | r        | ○/j      | i        | Qt       | tuiN（取る）                                           |
| 刈る   | ka     | r        | ○/j      | i        | t        | kaiN（刈る）、nubuiN（登る）、ʔaraiN（洗う）           |
| 蹴る   | ki     | r        | ○/j      | i        | Qc/(Qt)  | kiiN（蹴る）、ʔiiN（入る）、hiiN（放る）、ciiN（切る） |
| 煮る   | ni     | r        | ○/j      | i        | c        | niiN（煮る）、ciiN（着る）、ʔiiN（言う）、iiN（座る）  |

※第2種、第2-2種動詞の連用形では連用語幹の左側（○）、丁寧形では連用語幹の右側（j）を使う。
| 日本語 | 頭語幹 | 語幹末   | 語幹末   | 語幹末   | 語幹末   | 同種の活用をする動詞                            |
| 日本語 | 頭語幹 | 基本語幹 | 連用語幹 | 派生語幹 | 音便語幹 | 同種の活用をする動詞                            |
| ------ | ------ | -------- | -------- | -------- | -------- | ----------------------------------------------- |
| 植える | ʔwii   | r        | ○/j      | ○        | t        | ʔwiiN（植える）、siiN（饐える）、miiN（生える） |

| 日本語 | 頭語幹 | 語幹末   | 語幹末   | 語幹末   | 語幹末   | 同種の活用をする動詞                   |
| 日本語 | 頭語幹 | 基本語幹 | 連用語幹 | 派生語幹 | 音便語幹 | 同種の活用をする動詞                   |
| ------ | ------ | -------- | -------- | -------- | -------- | -------------------------------------- |
| 有る   | ʔa     | r        | ○/j/i    | ○        | t        | ʔaN（有る）、uN（居る）、jaN（である） |

※第3種動詞の連用形では連用語幹の左側（○）、丁寧形では連用語幹の右側（j、i）を使う。
以上の3種のほか、ʔicuN（行く）、sinuN（死ぬ）、cuuN（来る）などの、不規則活用をする動詞がある。
| 日本語 | 語幹（頭語幹+語幹末） | 語幹（頭語幹+語幹末） | 語幹（頭語幹+語幹末） | 語幹（頭語幹+語幹末） |
| 日本語 | 基本語幹              | 連用語幹              | 派生語幹              | 音便語幹              |
| ------ | --------------------- | --------------------- | --------------------- | --------------------- |
| 行く   | ʔik                   | ʔic                   | ʔicu                  | ʔiz                   |
| 死ぬ   | sin                   | sin/siz               | sinu                  | siz                   |

「来る」は、未然形kuu、条件形1kuree、命令形1kuu、命令形2kuuwa、連体形1kuu、連用形cii、丁寧形caabiiN、派生語幹cuu、音便語幹c、ただし接続形はQci。

#### 活用形
各語幹に様々な接辞が付いて活用形が構成される。以下に那覇方言の各活用形の語形と用法を述べる。
未然形
基本語幹+a。単独で意志・勧誘を表す（これを志向形とも言う）。また、N（否定）、riiN（可能・受身）、raN（不可能）、suN（使役）、simiiN（使役）、a・wa（仮定条件）などの接辞が付く。（例）kaka（書こう）、mataN（待たない）、cikariiN（聞こえる）、ʔwiigasuN（泳がせる）、ʔikaa（行けば）、kakawa（書けば）。
条件形1
基本語幹+ee。単独で条件を表す。未然形を使った仮定条件と違って既定条件を表し、文脈によって「〜なら」とも「〜ので」とも訳せる。
命令形1
基本語幹+i。単独で命令を表す。
命令形2
基本語幹+ee。同じく命令を表す。
連体形1
基本語幹+u。na（な。禁止）、ka（まで）、kazirii（まで・かぎり）などが付く。
連用形
連用語幹+i。ただし第2-2種動詞ではiが付かない（iiiを避けるため）。ga（〜しに）、ciroo（〜しそう）、uusuN（〜できる）、busaN（〜したい）、miseeN（〜しなさる）などが付く。
丁寧形
連用語幹+(j)abiiN/ibiiN。第1種動詞では連用語幹+abiiN、第2種動詞と第2-2種動詞では頭語幹+jabiiN、第3種動詞では頭語幹+jabiiNまたは頭語幹+ibiiNとなる。日本語の「〜ます」にあたる。
終止形（現在形）
派生語幹+N。終止形（現在形）は、未来や、特定の時間に限定されない行為を表すほかに、現在のことを表す点が日本語と異なる。すなわち、日本語で「新聞を読んでいる」と言うところを、現在形で表す。沖縄語の現在形は元々「をり」を含んでいる形であり、西日本方言で進行アスペクトを表す「連用形＋よる（をり）」との関係が考えられる。
なお、第2種動詞の終止形語尾をiNではなくjuNとしている辞書等もある。iNはjuNの慣用形だが、20世紀後半にはjuNは高齢層で稀に聞かれるだけとなり、ほぼiNに統一された。かつての首里方言ではjuN・iN並存だった。
連体形2
派生語幹+ru。後に名詞が続くほか、baa(〜時)、hazi(〜はず)などの語が付く。また、強調の助詞ru(ぞ)に呼応して係り結びをつくる。
未然形2（ga係り結び形）
派生語幹+ra。疑問の助詞ga(か)に呼応して係り結びをつくる。
条件形2
派生語幹+raa。「〜なら」という条件を表す。
準連体形
派生語幹のみの形。si（の=準体言）、siga（〜のだが）、sa（よ）、gutu（理由）、ga（疑問）、mi・i（たずね）などが付く。
過去進行形
派生語幹+taN。過去における動作の進行を表す。「〜していた」。
過去進行中止形
派生語幹+ti。疑問の助詞iが付いて、過去における動作進行に対する疑問を表す。「〜していたか」。
過去進行推量形
派生語幹+teeN。過去における確実な動作進行の推量を表す。「〜していただろう」。
接続形
音便語幹+i。「〜して」の意味を表す。
過去形
音便語幹+aN。過去を表す。「〜した」。
完了形(確証過去形)
音便語幹+eeN。ある動作・行為の結果が現在残っていて、過去に確かにそれが行なわれたことを表す。「（今までに）きっと〜している」「〜したに違いない」「〜してある」などと訳される。
継続形
音便語幹+ooN。動作の結果あるいは継続進行を表す。「〜している」などと訳される。
過去進行形、過去進行推量形、過去形、完了形、継続形は、それ自体がさらに活用をする。これらの活用形語尾のNは終止形語尾であり、この部分を付け替えることで連体形、係結形、条件形、準連体形などに変わる。例えば過去（終止）形kacaN（書いた）は、過去連体形kacaru（書いた…）、過去条件形kacaraa（書いたなら）のように変化する。

### 形容詞
形容詞は、語幹＋「さ」に動詞アン（ある）を付けた形から成り立っている。例えば連体形の「高い」にあたるものにはtakasaruやtakasaːruなどがあるが、これは「高さある」が変化したものである。このような歴史的経緯から沖縄語（沖縄方言）の形容詞は、ほとんど動詞と同じように活用する。連用形1だけは、語幹＋クという形で成り立っていて「さ」を含まない。また規範的には、形容詞には終止形語尾がサンで終わるものとシャンで終わるものの2種類がある(それぞれ文語のク活用、シク活用に対応する)が、慣用発音ではシャンもサンに変化する。
|      | 連用形1 | 条件形1    | 条件形2    | 連用形2  | 名詞形 | 終止形   | 連体形   | ga係結形 | 接続形     | 過去形     | 確証過去形   | 丁寧形         |
| ---- | ------- | ---------- | ---------- | -------- | ------ | -------- | -------- | -------- | ---------- | ---------- | ------------ | -------------- |
| 高い | タカク  | タカサラー | タカサレー | タカサイ | タカサ | タカサン | タカサル | タカサラ | タカサティ | タカサタン | タカサテーン | タカサイビーン |

次に久米島儀間方言での例文を示す。
- takaku nai（高くなる）
- takasaːreː numa n（高ければ飲まない）
- tʃurasaːn jaː（美しいね）
- ʔuri ru takasaːru（これが高いのだ）
- nuːga takasaːra（何が高いのだろうか）
- takasaː miː（高いか）
- takasaːti n koːi（高くても買う）

### 助詞
格助詞のガとヌには、主格と属格（連体格）の両方の用法がある。現代日本語では「が」は主格、「の」は連体格であり、「が」の連体格や「の」の主格の用法は使わなくなっている。ガとヌには使い分けがあり、例えば首里方言では、人が主語の場合はガ、人以外が主語の場合はヌを使い、連体格の場合、尊敬すべき者には格助詞を使わず、尊敬されない者にはヌを使うなどの区別がある。
係助詞には、強調を表すル（またはドゥ）、疑問を表すガ、主題を表すヤがある。ルは古語「ぞ」の変化した形であり、連体形係り結びを作る。また、ガは未然形での係り結びを作る。（係り結びの文例は上記#形容詞にあり）

### 人称代名詞
日本語（本土方言）の人称代名詞には非常に多くの語があるが、それに比べて琉球諸語（琉球方言）では少ない。一人称（話者）には沖縄中南部方言ではワンまたはワーが使われる。二人称（聴者）には、ッヤー（ʔjaa）、ナー、ウンジュ（ʔundʒu）がある。ッヤ―が「お前」「君」にあたるのに対し、ナーには敬愛の意があり、ウンジュは最も敬意が高くなる。

## 独立した言語としての「沖縄語」
2009年2月19日にユネスコが発表した調査結果によると、世界で約2500の言語が消滅の危機にあるとし、日本の南西諸島における諸言語もその対象となった。この中で沖縄語（沖縄方言）は、「奄美語」・「国頭語」・「宮古語」・「八重山語」・「与那国語」とともに、それぞれ独立した1個の言語「沖縄語」とみなされた。
ユネスコの担当者は、「これらの言語が日本で方言として扱われているのは認識しているが、国際的な基準だと独立の言語と扱うのが妥当と考えた」という。これを受けて参議院議員である糸数慶子は、「ユネスコが独立した言語とした8言語は、言語なのか、方言なのか」など、7項目を「沖縄の言語に関する質問主意書」として政府に提出した。この質問に対し政府は、我が国で最も普通に使われている言語が「日本語」であり、地方で共通的に用いられる言葉が「方言」とされるとの見解を示した上で、「『言語』及び『方言』の用語は、様々な意味を有するものと承知しており、お尋ねに一概にお答えすることは困難である」とした。
キリスト教信仰に基づく少数言語のための組織である国際SILが出版しているエスノローグによると、日本で使われている言語として日本語、アイヌ語、朝鮮語とともに、「中央沖縄語（Okinawan, Central）」が挙げられているが、エスノローグでは言語学者や一般の人の理解と異なる分類を載せることがあり、日本国内では、中央沖縄語の呼称は使われない。この他にも、南西諸島における言語として、喜界語・北奄美語・南奄美語・徳之島語・沖永良部語・与論語・国頭語・宮古語・八重山語・与那国語といった言語を多く挙げているが、これらの言語は琉球語の諸方言とみなされている。また、国際SIL自体も方言であるとの意見を排除しないと表明している。2007年に沖縄周辺地域の語として沖縄島中央「ryu」、与那国島「yoi」、徳之島「tkn」など計11種がISO 639-3として言語コードに追加された。

## 作中で沖縄語（沖縄方言）が使用されている作品
※公開年順
- 方言ニュース (ラジオ沖縄)（1960年）
- わたるがぴゅん! （1984年）- 主人公の与那覇わたるが沖縄出身者で、作中の台詞にウチナーグチとその対訳が頻繁に登場する。作者のなかいま強が沖縄出身であるが故の措置。またカーリングを題材とした同作者の「南風原カーリングストーンズ」は沖縄が舞台となっておりより多くのウチナーグチが登場する。
- パラダイスビュー（1985年） - 全篇沖縄語・日本語共通語字幕付で製作・公開された。
- ウンタマギルー（1989年） - 全篇沖縄語・日本語共通語字幕付で製作・公開された。
- 琉球の風（1993年） - 琉球王国を舞台としたNHKドラマ。オリジナル音声は日本語だが、沖縄放送局限定で、沖縄語吹き替え版『琉球の風　総集編　ウチナーグチ版』も制作・放映された[58]。
- ちゅらさん（2001年）[59][60]
- The World of GOLDEN EGGS（2005年） - GUSHIケンバンドおよびGUSHIケンオーケストラメンバーにより沖縄方言が使用されている。
- 琉神マブヤー（2008年）
- ゆがふぅふぅ（2011年） - 沖縄テレビのバラエティ番組。沖縄方言を積極的に活用している。
- 47都道府犬（2011年） -  声優バラエティー SAY!YOU!SAY!ME!内で放映された短編アニメで、郷土の名産をモチーフにした犬たちが登場する。沖縄県は、シーサーがモチーフの沖縄犬として登場し『まあぶや、まあぶや～』など話す。声優は、沖縄県出身の新垣樽助が担当している。
- はいたい七葉（2012年）
- テンペスト（2012年） - 琉球王国を舞台としたNHKドラマ。
- ポプテピピック（2018年） - 第9話(Bパートのみ)
- 沖縄で好きになった子が方言すぎてツラすぎる（2020年） - 2025年、テレビアニメが放送[61]。
- うちなーであそぼ（2021年） - NHK沖縄放送局のミニ番組。
- 白い砂のアクアトープ（2021年）
- ちむどんどん（2022年）

## 沖縄語に由来した命名
- 世界で2例目、日本では初となる洞窟性アリが沖縄本島で発見され、Aphaenogaster gamagumayaa（ガマアシナガアリ）と名付けられた。この種小名は、「洞窟に引きこもるもの」という意味の沖縄語「ガマグマヤー」に由来する[62][63]。
- 特撮ドラマ『ウルトラセブン』に登場した「チブル星人」の名称は、沖縄語「チブル」（「頭」の意）に由来する[64]。